# El conciertazo
El conciertazo fue un programa de televisión español dedicado al entretenimiento educativo musical, producido por Televisión Española (TVE) y dirigido por Fernando Argenta. El espacio, especializado en música clásica, se emitió los sábados por la mañana desde 2000 hasta 2009, primero en La Primera y después en La 2.

## Historia
El programa pretendía acercar la música clásica al público infantil con un estilo desenfadado y ameno, de forma similar al espacio divulgativo Clásicos populares de RNE. Mientras la orquesta interpretaba piezas en directo, el público del escenario podía interactuar a través de concursos y juegos relacionados con lo que veían, mediante los cuales se enseñaban conceptos básicos de la música. Normalmente el público estaba compuesto por alumnos de colegios e institutos.
La orquesta titular durante los nueve años de emisión fue la Orquesta y Coro Filarmonía, dirigida habitualmente por Pascual Osa. No obstante, en los primeros programas se recurrió a la Orquesta Sinfónica de RTVE bajo la batuta de Enrique García Asensio, uno de los pioneros de la divulgación musical. Junto a Fernando Argenta colaboraron otros rostros habituales de RTVE como Araceli González Campa.
Durante su emisión ha sido galardonado con el Premio de la Academia de Televisión (2001), el Premio Ondas al mejor programa infantil (2002), y un reconocimiento del Festival de Televisión de Montecarlo.
El conciertazo dejó de emitirse en 2009, poco después de que Argenta se marchase de RTVE, si bien en la Navidad de aquel mismo año se realizó un último programa especial, junto a la Joven Orquesta Sinfónica de Valladolid y Ernesto Monsalve, desde el Centro Cultural Miguel Delibes de Valladolid. Este fue el último programa de Argenta, cuyo lugar fue ocupado por El club del Pizzicato, presentado por el violinista Ara Malikian.